# رون فلاورز
رون فلاورز (بالإنجليزية: Ron Flowers)‏ (مواليد 28 يوليو 1934) هو لاعب كرة قدم. يلعب مع منتخب إنجلترا لكرة القدم. سبق له أن لعب في كأس العالم لكرة القدم مع منتخب بلاده.

## روابط خارجية
- رون فلاورز على موقع الاتحاد الدولي (مؤرشف)  (الإنجليزية)
- رون فلاورز على موقع الاتحاد الأوربي (الإنجليزية)
- رون فلاورز على موقع قاعدة بيانات كرة القدم.إي يو (الإنجليزية)
- رون فلاورز على موقع ناشيونال فوتبول تيمز (الإنجليزية)
- رون فلاورز على موقع Soccerbase.com (مدرب) (الإنجليزية)